# Antoni Joglar i Font
Antoni Joglar i Font, en texts antics escrit Antonio Juglá y Font, (?, segle xviii – Barcelona?, 1804) va ser un poeta i erudit. Doctor en dret, arxiver de la Junta de Comerç i membre de l'Acadèmia de Bones Lletres, destacà per les seves composicions poètiques i per coeditar el Diccionario catalán-castellano-latino (1803–1805).